# Polyscias maralia
Polyscias maralia là một loài thực vật có hoa trong Họ Cuồng cuồng. Loài này được (Schult.) Bernardi miêu tả khoa học đầu tiên năm 1971.